# Highlands (Texas)
Highlands ist eine Stadt und CDP im Harris County im US-Bundesstaat Texas in den Vereinigten Staaten. Das U.S. Census Bureau hat bei der Volkszählung 2020 eine Einwohnerzahl von 8612 ermittelt.

## Geographie
Die Stadt liegt im Südosten von Texas, im Osten des Countys, ist im Osten etwa 110 Kilometer von Louisiana, im Südosten 58 Kilometer vom Golf von Mexiko entfernt und hat eine Gesamtfläche von 17,0 km².

## Geschichte
Benannt wurde der Ort nach seiner Lage am San Jacinto River, da das Ostufer des Flusses höher lag als das Westufer. 1908 bekam der Ort durch die Beaumont, Sour Lake and Western Railway Anbindung an das Eisenbahnnetz und 1929 wurde das erste Postbüro eröffnet.

## Demografische Daten
Nach der Volkszählung im Jahr 2000 lebten hier 7.089 Menschen in 2.564 Haushalten und 1.976 Familien. Die Bevölkerungsdichte betrug 443,6 Einwohner pro km². Ethnisch betrachtet setzte sich die Bevölkerung zusammen aus 90,18 % weißer Bevölkerung, 1,61 % Afroamerikanern, 0,51 % amerikanischen Ureinwohnern, 0,39 % Asiaten, 0,03 % Bewohnern aus dem pazifischen Inselraum und 5,28 % aus anderen ethnischen Gruppen. Etwa 2,00 % waren gemischter Abstammung und 13,01 % der Bevölkerung waren spanischer oder lateinamerikanischer Abstammung.
Von den 2.564 Haushalten hatten 37,3 % Kinder unter 18 Jahre, die im Haushalt lebten. 59,7 % davon waren verheiratete, zusammenlebende Paare. 11,9 % waren allein erziehende Mütter und 22,9 % waren keine Familien. 19,4 % aller Haushalte waren Singlehaushalte und in 7,2 % lebten Menschen, die 65 Jahre oder älter waren. Die Durchschnittshaushaltsgröße betrug 2,75 und die durchschnittliche Größe einer Familie belief sich auf 3,14 Personen.
27,8 % der Bevölkerung waren unter 18 Jahre alt, 8,4 % von 18 bis 24, 29,4 % von 25 bis 44, 23,6 % von 45 bis 64, und 10,8 % die 65 Jahre oder älter waren. Das Durchschnittsalter war 36 Jahre. Auf 100 weibliche Personen aller Altersgruppen kamen 100,8 männliche Personen. Auf 100 Frauen im Alter von 18 Jahren und darüber kamen 96,5 Männer.

Das jährliche Durchschnittseinkommen eines Haushalts betrug 41.288 USD, das Durchschnittseinkommen einer Familie 49.655 USD. Männer hatten ein Durchschnittseinkommen von 41.926 USD gegenüber den Frauen mit 25.226 USD. Das Prokopfeinkommen betrug 18.556 USD. 9,8 % der Bevölkerung und 6,7 % der Familien lebten unterhalb der Armutsgrenze. Davon waren 13,0 % Kinder und Jugendliche unter 18 Jahren und 6,3 % waren 65 oder älter.